# Barry Pepper
Barry Robert Pepper (4 d'abril de 1970) és un actor canadenc. Va fer del soldat ras Daniel Jackson a Salvem el soldat Ryan (Saving Private Ryan) (1998), de l'agent del correccional Dean Stanton a The Green Mile (1999), de Jonnie Goodboy Tyler a Camp de batalla: la Terra (Battlefield Earth) (2000), de Roger Maris a 61* (2001), del sergent Michael Strank a Banderes dels nostres pares (Flags of Our Fathers) (2006) i de "Lucky" Ned Pepper a True Grit (2010). Ha estat nominat a tres Premis del Sindicat d'Actors de Cinema i a un Premi del Globus d'Or.

## Filmografia

### Cinema
| Any          | Títol                                              | Paper                | Notes               |
| ------------ | -------------------------------------------------- | -------------------- | ------------------- |
| 1992         | A Killer Among Friends                             | Mickey               | Telefilm            |
| 1995         | Johnny's Girl                                      | Jimmy Zee            | Telefilm            |
| 1996         | Titanic                                            | Harold Bride         | Telefilm            |
| 1996         | Urban Safari                                       | Rico                 |                     |
| 1998         | Firestorm                                          | Packer               |                     |
| 1998         | Salvem el soldat Ryan (Saving Private Ryan)        | Daniel Jackson       |                     |
| 1998         | Enemy of the State                                 | David Pratt          |                     |
| 1999         | The Green Mile                                     | Dean Stanton         |                     |
| 2000         | Camp de batalla: la Terra (Battlefield Earth)      | Jonnie Goodboy Tyler |                     |
| 2000         | We All Fall Down                                   | John                 |                     |
| 2001         | 61*                                                | Roger Maris          | Telefilm            |
| 2001         | Knockaround Guys                                   | Matty Demaret        |                     |
| 2002         | Quan érem soldats (We Were Soldiers)               | Joseph L. Galloway   |                     |
| 2002         | 25th Hour                                          | Frank Slaughtery     |                     |
| 2003         | Perduts a la neu (The Snow Walker)                 | Charlie Halliday     |                     |
| 2004         | 3: The Dale Earnhardt Story                        | Dale Earnhardt       | Telefilm            |
| 2005         | The Three Burials of Melquiades Estrada            | Mike Norton          |                     |
| 2005         | Ripley Under Ground                                | Tom Ripley           |                     |
| 2006         | Banderes dels nostres pares (Flags of Our Fathers) | Sgt. Mike Strank     |                     |
| 2006         | Unknown                                            | Rancher Shirt        |                     |
| 2008         | Set ànimes (Seven Pounds)                          | Dan Morris           |                     |
| 2009         | Princess Kaiulani                                  | Lorrin A. Thurston   |                     |
| 2009         | Like Dandelion Dust                                | Rip Porter           |                     |
| 2010         | Casino Jack                                        | Michael Scanlon      |                     |
| 2010         | True Grit                                          | "Lucky" Ned Pepper   |                     |
| 2010         | When Love Is Not Enough: The Lois Wilson Story     | Bill W.              | Telefilm            |
| 2012         | To the Wonder                                      | Mòssen Barry         | Escenes descartades |
| 2013         | Broken City                                        | Jack Valliant        |                     |
| 2013         | Snitch                                             | Agent Cooper         |                     |
| 2013         | The Lone Ranger                                    | Capità Jay Fuller    |                     |
| 2014         | Matar el missatger                                 | Russell Dodson       |                     |
| 2015         | Maze Runner: The Scorch Trials                     | Vince                |                     |
| 2017         | Monster Trucks                                     | Xèrif Rick Lovick    |                     |
| 2017         | Bitter Harvest                                     | Yaroslav             |                     |
| 2018         | Maze Runner: The Death Cure                        | Vince                |                     |
| 2019         | Crawl                                              | David Keller         |                     |
| 2019         | The Painted Bird                                   | Mitka                |                     |
| 2019         | Running with the Devil                             | El Cap               |                     |
| Per estrenar | Awake                                              |                      | Postproducció       |